# التلويح بالمجرفة

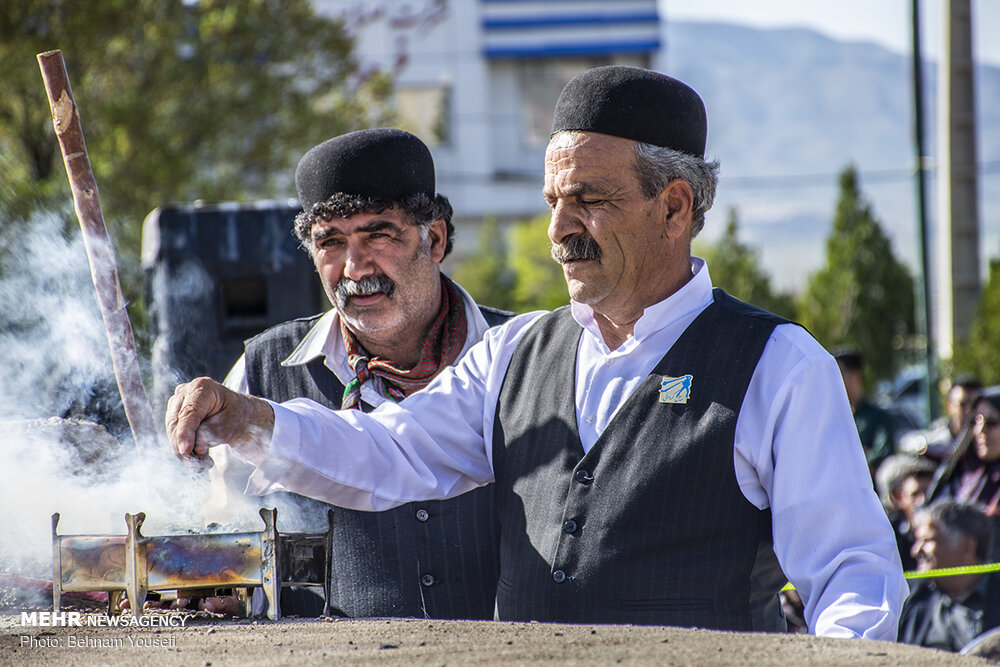
طقوس التجريف 'التلويح بالمجرفة' في نيمفار محلات

التلويح بالمجرفة مراسم «التلويح بالمجرفة» التقليدية في إيران أو كما تعرف بالفارسية «بیل گردانی».
تعتبر مراسم «التلويح بالمجرفة» أحد العادات والسنن القديمة التي مارسها الإيرانيون القدماء من آلاف السنين، وهي احتفال رمزي كان يقيمه الفلاحون في بداية فصل الربيع لشكر آلهة الماء وبقيت هذه المراسم الرمزية لدى بعض المناطق الإيرانية منها محافظة مركزي حيث يلوح الشبان بسبعة مجارف موزعة على حزمتين ثلاثة وأربعة يصل وزنها إلى 32 كيلو تقريباً مابين 5 و30 مرة ويتلون خلالها الأدعية، وتستمر هذه المراسم على عدة أيام.